# Jean Théodore Delacour
Jean Théodore Delacour (Parigi, 26 settembre 1890 – Los Angeles, 5 novembre 1985) è stato un ornitologo francese naturalizzato statunitense. È famoso non solo per aver scoperto, ma anche per aver allevato alcuni degli uccelli più rari del mondo. Uno degli uccelli da lui scoperti è il fagiano imperiale, rivelatosi successivamente un ibrido tra il fagiano di Vo Quy e il fagiano argentato.

## Biografia
Delacour nacque a Parigi in una famiglia agiata e crebbe nella tenuta di famiglia in Piccardia, dove iniziò ad interessarsi di avicoltura e fondò uno zoo privato. Frequentò scuole rinomate e ottenne un dottorato in biologia all'Université Lille Nord de France. Combatté nell'esercito francese durante la prima guerra mondiale, un conflitto che devastò la tenuta di famiglia e uccise l'unico fratello ancora in vita. Trasferitosi a Chateau Clères in Normandia, creò un secondo zoo, che donò successivamente, nel 1967, al Museo Nazionale di Storia Naturale. Intraprese numerose spedizioni scientifiche in Indocina, soprattutto nel Vietnam, nonché in Venezuela, nelle Guiane e in Madagascar.
Durante la seconda guerra mondiale Delacour visse negli Stati Uniti, lavorando come consulente tecnico per la New York Zoological Society (nota oggi come Wildlife Conservation Society) e come esperto di sistematica degli uccelli all'American Museum of Natural History. Nel 1952 divenne direttore del Los Angeles County Museum of History, Science and Art, e si ritirò a vita privata nel 1960. Da allora trascorse le estati nella sua tenuta di Clères in Francia, e gli inverni negli Stati Uniti, soprattutto a Los Angeles.

## Opere
Tra le molte opere di carattere ornitologico scritte da Delacour, ricordiamo:
- 1931 – Les Oiseaux de L'Indochine Française (4 volumi)
- 1945 – Birds of the Philippines (con Ernst Mayr)
- 1947 – Birds of Malaysia
- 1951 – The Pheasants of the World
- 1951–64 – The Waterfowl of the World (4 volumi)
- 1959 – Wild Pigeons and Doves
- 1966 – The Living Air: The Memoirs of an Ornithologist (autobiografia)
- 1973 – Curassows and Related Birds (con Dean Amadon)